# عذاب الهاشمي

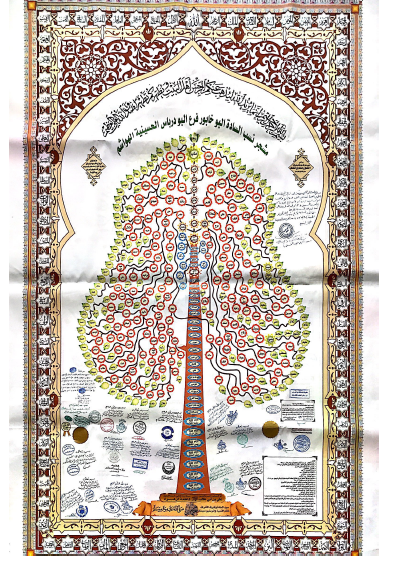
صورة من النسب ينتهي إلى النبي محمد

عذاب العزيز الهاشمي كاتب وباحث في القانون الدولي ومحكم دولي بعدد من المؤسسات والهيئات الدولية كمحكم بموجب قواعد (الأونسيترال)، المحكمة الجنائية الدولية (محكمة لاهاي) الدائمة في التحكيم.
حصل على لقب «المحكم المميز للتحكيم الدولي» الهيئة الاستشارية الدولية في مملكة النرويج.
شغل مناصب عديدة في حقوق الإنسان، ومن أبرزها رئاسته للمنتدى العالمي لحقوق الإنسان في مملكة النرويج.
رئيس ومؤسس الشبكة الدبلوماسية الدولية للقانون الدولي وحقوق الإنسان في مملكة النرويج. ولد الدكتور عذاب العزيز الهاشمي في 30 من ديسمبر عام 1973م بسوريا. هو أحد أفراد السلالة الهاشمية في الجمهورية العربية السورية، ويعود نسبه للسادة الحسينيين الرضويين الهاشميين، ويحمل لقب الشريف.

## الدراسات الأكاديمية
1- بكالوريوس في هندسة الكمبيوتر والشبكات لعام 2006/2007م.
2- ماجستير في حماية وسلامة المعلومات/ أمن المعلومات لعام 2008/2009م.
3- دكتوراه في إدارة توجيه المعلومات/ أمن المعلومات لعام 2009/2010م.
4- البورد البريطاني للمهندسين المحترفين CPE، باعتماد من هيئة البورد البريطاني وملكة بريطانيا، ID/421535.
5- البورد البريطاني لخبراء تقنية المعلومات المحترفينCITS، باعتماد من هيئة البورد البريطاني وملكة بريطانيا، ID/836167.
6- الزمالة البريطانية لمدراء المشاريع الدولية المحترفينPMP، باعتماد من هيئة الزمالة البريطانية وملكة بريطانيا، ID/239737.
7- دبلوم المهني في العقود الدولية باللغة الإنجليزية والنرويجية معهد أوسلو للعلوم والتكنولوجيا مملكة النرويج عام 2015م.
8- دبلوم في التحرير الصحفي وإعداد التقارير الدولية باللغة الإنجليزية معهد أوسلو للعلوم والتكنولوجيا مملكة النرويج عام 2014م.
9- دبلوم إدارة الأزمات باللغة النرويجية معهد جافا الدنماركي عام 2015م.

## الانتماءات والعضويات
1- عضو منظمة العفو الدولية منذ عام 2005م.
2- عضو الصليب الأحمر الدولي منذ عام 2006م.
3- عضو الصليب الأحمر النرويجي منذ عام 2013م.
4- عضو مجلس المحكمين العرب الدوليين في القاهرة منذ عام 2013م – 2014م.
5- عضو في الاتحاد العربي لحماية حقوق الملكية الفكرية في القاهرة/ الأردن منذ عام 2010م - 2014م.
6- عضو منظمة أمن المعلومات ISSA الأمريكية منذ عام 2006م.
7- عضو المجلس الدولي للغة العربية /بيروت منذ عام 2008م.
8- عضو نقابة الصحفيين النرويجيين منذ عام 2014م.
9- عضو الاتحاد الدولي للصحفيين IFJ في بروكسل منذ عام 2014م.
10- عضو بعثة السلام الأمريكية منذ عام 2013م.
11- عضو وناشط التحالف الدولي من أجل المحكمة الجنائية الدولية في هولندا والولايات المتحدة الأمريكية منذ عام 2011م.
12- عضو غرفة تجارة ستوكهولم/ معهد أستوكهولم للتحكيم الدولي.
13- عضو غرفة تجارة أوسلو/ مركز أوسلو للتحكيم الدولي.
14- عضو منظمة مراسلون بلا حدود.
15- عضو في مركز القانون الأمريكي والدولي تكساس CAIL
16- عضو جمعية التحكيم الدولي بروكسل AIA
17- عضو مجلس محكمة لندن للتحكيم الدولي LCIA
18- عضو المجلس الدولي للتحكيم الدولي التجاري فرنسا ICCA
19- عضو الرابطة الأوروبية للتعليم الدولي في هولندا EAIE
20- عضو هيئة التحرير المجلة الدولية للبحوث والابتكارات في الهندسة والتكنولوجيا في الهند IRJIET 

## المنشورات
أولًا: أبرز مؤلفاته
كتب العديد من الأبحاث الأكاديمية المتعلقة بالتحكيم الدولي ومن أبرزها:
1- بحث معايير التدريب المهني وفق القانون الأوروبي باللغة العربية والإنجليزية.
2- آلية عمل التسويات الدولية للتحكيم في منازعات الاستثمار.
3- الاعتمادات المستندية في منازعات التقييم في إطار التحكيم الدولي.
4- أهمية التحكيم المؤسسي البحري في ظل المنازعات الدولية «دراسة مقارنة بين قواعد المؤسسات التحكيمية».
بالإضافة إلى عدة كتب ومؤلفات باللغة العربية والإنجليزية.
ثانيًا: الأبحاث
1- الاتجاهات الحديثة للتحكيم في المواد المدنية والتجارية في قطر (ضمن رؤية قانونية معاصرة).
2- التحكيم الدولي بالوسائل الدبلوماسية لحل المنازعات بين الأطراف.
3- نظرة معاصرة للقواعد الدولية في التحكيم الإلكتروني في حل النزاعات.
4- نظرة معاصرة في التحكيم القطري للمواد المدنية والتجارية وفق رؤية مستقبلية.
5- مبدأ الوساطة والخصومة في حل المنازعات الدولية والتحكيم
6- نظرة تحليلية في أهمية وجود التنظيم القانوني لهيئة التحكيم للتجارة الإلكترونية الدولية (دراسة مقارنة بين مشروع مقترح للقانون التحكيم الإماراتي والقانون الفرنسي والإنجليزي).
7- أهمية التحكيم المؤسسي البحري في ظل المنازعات الدولية.
8- دراسة تحليلية في الوسائل غير القضائية للتحكيم لحسم المنازعات حالة دول الخليج العربي «كنموذج».
9- نظرة تحليلية في أهمية وجود التنظيم القانوني لهيئة التحكيم للتجارة – (دراسة مقارنة بين مشروع مقترح للقانون التحكيم الإماراتي والقانون الفرنسي والإنجليزي).
10- آلية عمل التسويات الدولية للتحكيم في المنازعات.
11- نظرة تحليلية في أهمية وجود التنظيم القانوني لهيئة التحكيم للتجارة الإلكترونية الدولية.
12- مخاطر الفساد من منظور القانون الدولي – (دراسة تحليلية للفساد المالي والإداري)
13- التَّحْكِيم في مَبْدَأِ الوَسَاطَةِ والخُصُومَةِ في حَلِّ المُنَازَعَاتِ الدَّوْلِيَّةِ.
14- المسؤولية الجنائية الدولية بين الحاضر والمستقبل في إطار القانون الدولي.
15- التحكيمُ الدّولِيُ بالوسائلِ الدِبْلُومَاسِيّةِ لحلِّ المُنازعاتِ بينَ الأطرافِ.
16- دراسة تحليلية في شروط وأركان المسؤولية الجنائية للقانون الدولي.
17- الجرائم ضد الإنسانية (أركانها في القانون الدولي الإنسان).
18- أهمية الإضافة النوعية للقواعد التحكيمية الجديدة في حل المنازعات الدولية – (دراسة في تجربة مملكة البحرين الدولية).
ثالثًا: الكتب

كتاب من تأليفه بعنوان "التحكيم في عقود الإنشاءات وعقود الفيديك"

1- التحكيم في عقود الإنشاءات وعقود الفيديك، طبقًا لآخر تعديل في ضوء قانون التحكيم الإماراتي مقارنة بقانون التحكيم المصري.
2- التحكيم في عقود الغاز والبترول في ضوء قانون التحكيم الإماراتي مقارنة بقانون التحكيم المصري.
3- التحكيم الإلكتروني التجارة الإلكترونية – العقود الإلكترونية التوقيع الإلكتروني/ يحوي مشروع مقترح لقانون مطور للتحكيم الإلكتروني بدولة الإمارات العربية المتحدة.
4- التحكيم في ضوء قانون التحكيم القطري مقارنة بقانون التحكيم المصري.
5- سلسلة إدارة المشاريع الدولية/ الصيانة والتشغيل/ كيف تبدأ مشروعك من الخطوة الأولى خطوة بخطوة.

التحكيم والأساليب الحديثة لفض النزاعات

6- التحكيم والأساليب الحديثة لفض النزاعات في ضوء قانون التحكيم السوري وقانون أصول المحاكمات اللبناني.
7- التحكيم والوسائل البديلة لفض المنازعات في ضوء قانون التحكيم الكويتي مقارنة بقانون التحكيم المصري ونظم التحكيم الدولية.
8- التحكيم والوسائل البديلة لفض المنازعات في ضوء قانون المرافعات الليبي مقارنة بقانون التحكيم المصري.
رابعًا: صدر له كتبٌ باللغة الإنجليزية:
- كتاب التحكيم في دولة الأمارات العربية المتحدة وشرح قانون التحكيم الجديد رقم 6 لسنة شركة نور فرنسا 2018م.
- كتاب قوانين التحكيم العربية وعدم فاعليتها في نشر الثقافة شركة أمازون الولايات المتحدة الأمريكية.
- كتاب دور التحكيم والآليات الحديثة لفض النزاعات في جذب الاستثمارات للدول العربية شركة أمازون الولايات المتحدة الأمريكية.
-  كتاب تسوية المنازعات والتحكيم في منازعات الاستثمار الدولية مع شركة أمازون الولايات المتحدة الأمريكية.

### المناصب الفخرية والألقاب
1- البعثة الدبلوماسية الأمريكية للسلام في الولايات المتحدة الأمريكية.
(قنصل فخري في مملكة النرويج) – (حاصل على الوثيقة الدبلوماسية)
2- البورد البريطاني والزمالة البريطانية.
(سفير لجميع التخصصات في الشرق الأوسط بتكليف من هيئة البورد البريطاني – لندن)
3- المركز العربي الأوروبي لحقوق الإنسان والقانون الدولي في النرويج - سابقًا. (سفيرًا)
4- لجنة السلام العالمية. (سفير السلام وحوار الأديان)
5- البعثة الدبلوماسية الألبانية. (سفير البعثة لدى الأمم المتحدة)
6- الجامعة الأمريكية الدولية - ولاية تكساس. (دكتوراة فخرية في القانون الدولي/ التحكيم الدولي)
7- الاتحاد الدولي لحقوق الإنسان في مملكة النرويج. (المفوض السامي)
8- الاتحاد الدولي للصليب الأزرق ومنظمات الهلال الأزرق. (سفيرًا)

### أهم الجوائز والتكريمات
1- درع المحكم الدولي من قبل مجلس المحكمين الدوليين.
2- درع التميز القانوني والأكاديمي من مركز التحكيم الدولي العراقي على الدور البارز لتنمية المثقفين والقانونيين والحقوقيين العراقيين بالشراكة مع الجامعات الدولية في بريطانيا والولايات المتحدة الأمريكية.
3.- وسام المحكم الدولي العربي المميز لعام 2013م من قبل مجلس المحكمين الدوليين.
4- درع التحالف المدني لحقوق الإنسان.
5- شهادة شكر وتقدير من مجلس المحكمين الدوليين على نشر ثقافة التحكيم الدولي في المجتمعات العربية.
6- شهادة شكر وتقدير من التحالف المصري لحقوق الإنسان.
7- شهادة شكر وتقدير من المركز العربي الأوروبي لحقوق الإنسان والقانون الدولي على تنفيذ دورات التنمية القانونية للمنظمات العراقية.
8- شهادة شكر وتقدير من مركز التحكيم الدولي لإتحاد المحامين الدولي والإفريقي.
9- شهادة شكر وتقدير من مجلس المحكمين الدوليين على الجهد المميز في إعداد المحكمين الدوليين في تركيا.
10- درع دعم المرأة العربية من تجمع النساء العربيات في فلسطين.